# 下関市立長府中学校
下関市立長府中学校（しものせきしりつちょうふちゅうがっこう）は、山口県下関市長府にある公立中学校。
通称、望潮台と呼ばれる高台にある。なお、同長府地区にある下関市立長成中学校は本校の妹校になる。

## 特徴
- 正門外壁は城下町の風景を壊さないために土塀を使用している。
- 100校プロジェクト（現・Eスクエア・プロジェクトに参加。
- 学校インターネット3に参加。
- 電脳交流として、多くの外国学校と交流がある。
- 総合的な学習の時間・地域交流として地域学習を実施。
- VS活動（ボランティア・サービス活動）として地域清掃・自主的校内清掃を実施。
- 部活動が盛んで有名である（過去、20部以上存在した）。
- グラウンドは、長府地区を走路に行われる長府マラソンの会場となっている。

## 概要
- 校名 ： 下関市立長府中学校
- 英表記 ： Shimonoseki municipal Chofu Junior High School
- 開校 ： 1947年5月1日
- 所在 ： 山口県下関市長府逢坂町3番1号 （正しくは 長府逄坂町 である。）

## 沿革
- 1947年（昭和22年）5月1日　下関市立長府中学校　開校。
- 1948年（昭和23年）4月17日　校舎起工式挙行。
- 1952年（昭和27年）10月6日　校歌制定。
- 1964年（昭和39年）5月1日　特殊学級開設。
- 1983年（昭和58年）1月29日　柔剣道場竣工。
- 1983年（昭和58年）11月18日　学校同和教育研究発表会
- 1988年（昭和63年）3月23日　第2体育館竣工。
- 1990年（平成2年）4月1日　現・下関市立長成中学校と分離。
- 1990年（平成2年）11月9日　文部省指定格技推進校研究発表。
- 1993年（平成5年）11月2日　文部省指定機器利用究発表会。
- 1995年（平成7年）4月1日　100校プロジェクト参加。
- 1997年（平成9年）4月1日　新100校プロジェクト参加。
- 2000年（平成12年）3月1日　事務管理棟（第2校舎）改修工事完了。
- 2001年（平成13年）4月1日　学校インターネット3に参加。

## 施設

### 友逢園

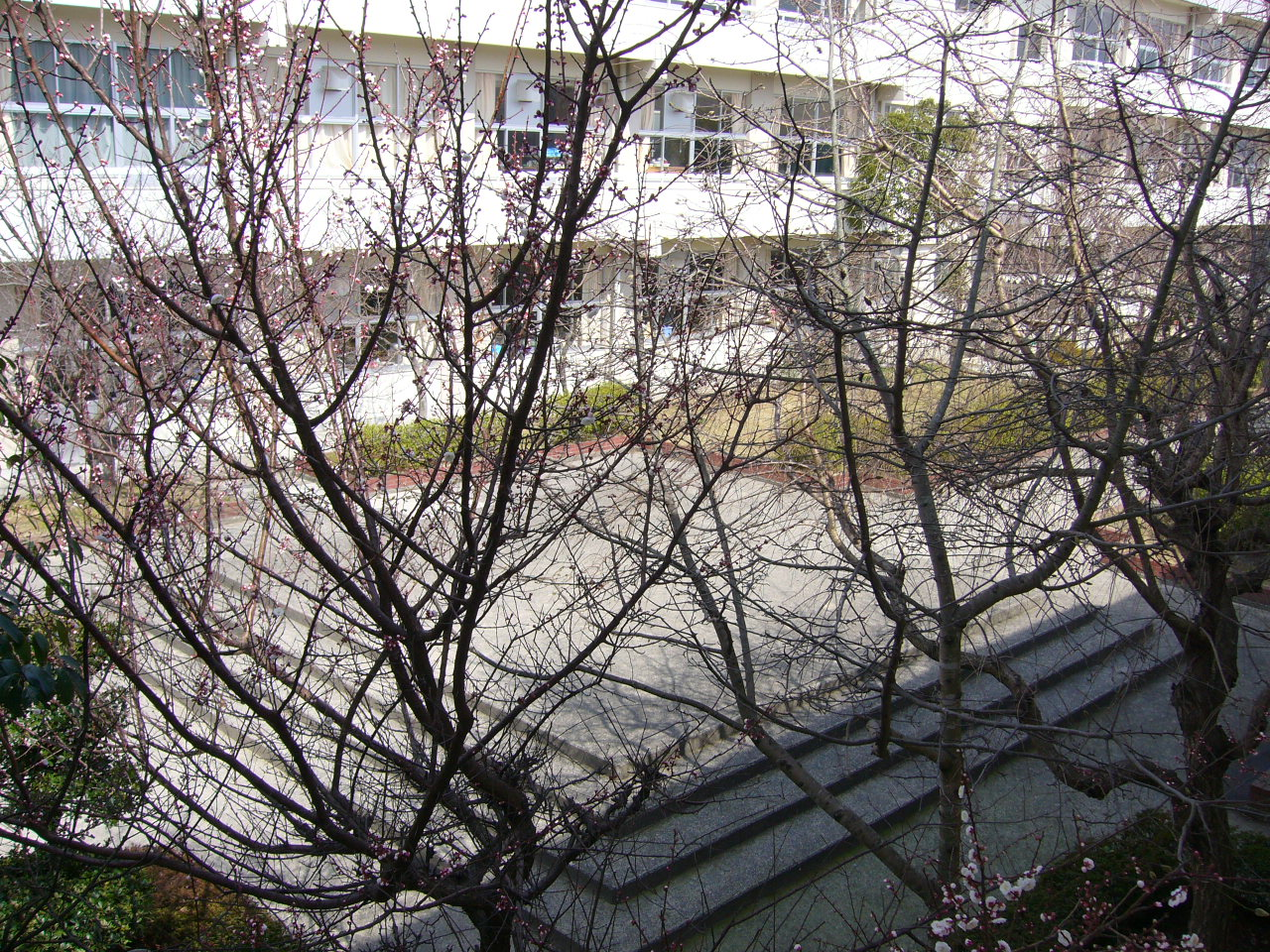
友逢園。第1校舎より。

（ゆうほうえん）第1校舎と、管理・教室棟（第2校舎）との間にある、中庭。
名称の由来は、友に出逢う場所ということから。
毎年、春には桜や梅が咲き誇り、美しい風景となる。

## 部活動
※以下は2015年度現在もの。

### 運動部
- 軟式野球部
- サッカー部
- 男子バスケットボール部
- 女子バスケットボール部
- 女子バレー部
- 剣道部
- 柔道部
- 男子ソフトテニス部
- 女子ソフトテニス部
- 陸上競技部
- 男子卓球部
- 女子卓球部

このほか、臨時部として体操部・水泳部・硬式テニス部などがある。

### 文化部
- 吹奏楽部
- 美術部
- 放送部（有志により運営）

このほか、特別部としてボランティア部などがある。

## 著名な出身者
- 青野南美（柔道選手）
- 嶋村一輝（元プロ野球選手）
- 鈴木伸一（アニメーション作家・監督、漫画家）
- 田丸楓（声優、ナレーター）

## 周辺施設
- 長府商店街
- 下関市立長府図書館
- 下関市立豊浦小学校
- 山口県立長府高等学校
- 山口県立豊浦高等学校

## 関連事項
- 下関市
- 長府